# Tarta de Mondoñedo
La tarta de Mondoñedo es un postre tradicional de la localidad de Mondoñedo, municipio situado en la comarca de La Mariña Central, de la cual es capital, en el norte de la provincia de Lugo, Comunidad Autónoma de Galicia, España.

## Composición y elaboración
La tarta se elabora con bizcocho, almíbar, hojaldre, almendras crudas, cabello de ángel y frutas (higos y cerezas). y se termina cocinándose en el horno.
La tarta se fundamenta en las antiguas recetas medievales.
- Datos: Q9081965